# Adriano Seroni
Adriano Seroni (Firenze, 9 aprile 1918 – Roma, 23 gennaio 1990) è stato un politico, giornalista, critico letterario e saggista italiano, eletto nella III e IV legislatura alla Camera dei deputati.

## Biografia
Docente di letteratura italiana a Firenze, è stato con Leone Piccioni autore del programma culturale L'approdo.
Iscritto al Partito Comunista dal 1946, viene candidato alle elezioni politiche del 1958 risultando eletto e confermato nelle successive del 1963. Muore a Roma in una clinica privata a causa di una crisi respiratoria.

## Opere
- Esperimenti critici sul Novecento letterario, Milano, Ugo Mursia Editore, 1967 ISBN 9788842590774